# Bzikowersytet Animków
Bzikowersytet Animków (ang. Tiny Toons Looniversity, od 2023) – amerykański serial animowany wyprodukowany przez wytwórnie Amblin Television i Warner Bros. Animation. Reboot serialu Przygody Animków z lat 1990-1992.
Premiera serialu odbyła się w Stanach Zjednoczonych 8 września 2023 na platformie streamingowej Max oraz dzień później, 9 września na amerykańskim Cartoon Network. W Polsce serial zadebiutował 27 kwietnia 2024 na platformie HBO Max oraz dwa dni później, 29 kwietnia na antenie polskiego Cartoon Network.

## Fabuła
Serial opisuje nowe przygody dwóch bohaterów – królika Kinia i króliczki Kinii, którzy trafiają do Bzikowersytetu Acme, aby rozpocząć zupełnie nowy rozdział w ich życiu jakie niosą ze sobą studia. Animki poznają nowych przyjaciół, m.in. kaczora Tasiora, prosiaka Pucusia czy Ptasię i nawiążą przyjaźnie. Bohaterowie  będą utrwalać swoje rzemiosło pod okiem znanych legendarnych postaci ze Zwariowanych melodii – królika Bugsa, kaczora Daffy’ego, kota Sylwestra oraz reszty.

## Obsada
- Eric Bauza[4] – 
  - Królik Kinio
  - Kojot Lewusek
  - Kaczor Daffy
  - Gossamer
  - Marsjanin Marvin
- Ashleigh Crystal Hairston – Króliczka Kinia[4]
- David Errigo Jr. –
  - Kaczor Tasior
  - Prosiak Pucuś[4]
- Marieve Herington – Fifi La Fume
- Tessa Netting –
  - Ptasia
  - Kichaś[4]
- Jeff Bergman[4] –
  - Królik Bugs
  - Kot Sylwester
  - Kurak Leghorn
- Bob Bergen – Prosiak Porky[4]
- Candi Milo[4] –
  - Babcia,
  - Wiedźma Hazel
  - Montana Max
- Fred Tatasciore[4] –
  - Diabeł Tasmański
  - Yosemite Sam
- Cree Summer – Elmirka Duff[4]
- Natalie Palamides –
  - Kaczka Shirlejka
  - Sylwek Junior
- Betsy Sodaro – Diabeł Karuzel
- Kari Wahlgren – Króliczka Lola

## Spis odcinków

### Seria 1 (2023)
| Nr | Tytuł                  | Tytuł polski                   | Premiera                                        | Premiera w Polsce                                |
| -- | ---------------------- | ------------------------------ | ----------------------------------------------- | ------------------------------------------------ |
| 1  | Freshman Orientoontion | Zwariowane początki            | 8 września 2023 (Max) 9 września 2023 (CN)      | 27 kwietnia 2024 (HBO Max) 29 kwietnia 2024 (CN) |
| 2  | Give Pizza a Chance    | Pizza i pokój                  | 8 września 2023 (Max) 9 września 2023 (CN)      | 27 kwietnia 2024 (HBO Max) 30 kwietnia 2024 (CN) |
| 3  | Extra, So Extra        | Sekrety z gazety               | 8 września 2023 (Max) 16 września 2023 (CN)     | 27 kwietnia 2024 (HBO Max) 1 maja 2024 (CN)      |
| 4  | Tooney Ball Lights     | Mecz za jeden uśmiech          | 8 września 2023 (Max) 23 września 2023 (CN)     | 27 kwietnia 2024 (HBO Max) 2 maja 2024 (CN)      |
| 5  | Save the Loo Bru       | Na ratunek Śmieszkawce         | 8 września 2023 (Max) 30 września 2023 (CN)     | 27 kwietnia 2024 (HBO Max) 3 maja 2024 (CN)      |
| 6  | Prank You Very Much    | Wszystkiego najśmieszniejszego | 8 września 2023 (Max) 7 października 2023 (CN)  | 27 kwietnia 2024 (HBO Max) 4 maja 2024 (CN)      |
| 7  | General HOGspital      | Doktor świnka                  | 8 września 2023 (Max) 14 października 2023 (CN) | 27 kwietnia 2024 (HBO Max) 5 maja 2024 (CN)      |
| 8  | Soufflé, Girl Hey      | Królicze rewolucje             | 8 września 2023 (Max) 21 października 2023 (CN) | 27 kwietnia 2024 (HBO Max) 6 maja 2024 (CN)      |
| 9  | Tears of a Clone       | Atak klona                     | 8 września 2023 (Max) 28 października 2023 (CN) | 27 kwietnia 2024 (HBO Max) 7 maja 2024 (CN)      |
| 10 | The Show Must Hop On   | Przedstawienie musi hopsać     | 8 września 2023 (Max) 4 listopada 2023 (CN)     | 27 kwietnia 2024 (HBO Max) 8 maja 2024 (CN)      |

### Seria 2 (2024)
| Nr | Tytuł                             | Tytuł polski | Premiera                                 | Premiera w Polsce                        |
| -- | --------------------------------- | ------------ | ---------------------------------------- | ---------------------------------------- |
| 11 | Whatever Happened to Babsy Bunny? | ---          | 8 marca 2024 (Max) 13 kwietnia 2024 (CN) | nieemitowany (HBO Max) nieemitowany (CN) |
| 12 | Slay Cheese                       | ---          | 8 marca 2024 (Max) 20 kwietnia 2024 (CN) | nieemitowany (HBO Max) nieemitowany (CN) |
| 13 | Tooned In Space                   | ---          | 8 marca 2024 (Max) 27 kwietnia 2024(CN)  | nieemitowany (HBO Max) nieemitowany (CN) |
| 14 | Twin-Con                          | ---          | 8 marca 2024 (Max) 4 maja 2024 (CN)      | nieemitowany (HBO Max) nieemitowany (CN) |
| 15 | Skulls and Sillybones             | ---          | 8 marca 2024 (Max) nieemitowany (CN)     | nieemitowany (HBO Max) nieemitowany (CN) |

### Odcinek specjalny (2024)
| Nr | Tytuł       | Tytuł polski | Premiera                                | Premiera w Polsce                                                             |
| -- | ----------- | ------------ | --------------------------------------- | ----------------------------------------------------------------------------- |
| S1 | Spring Beak | Ferie        | 8 marca 2024 (Max) 6 kwietnia 2024 (CN) | 27 kwietnia 2024 (HBO Max) 9 maja 2024 (CN) (cz. 1) 10 maja 2024 (CN) (cz. 2) |